# Albert Heinekamp
Albert Heinekamp (* 30. Dezember 1933 in Rimbeck/Westf.; † 20. November 1991) war ein deutscher Bibliothekar und Leibniz-Forscher.

## Leben
Nach seiner Reifeprüfung am humanistischen Gymnasium in Warburg 1955 studierte Albert Heinekamp Philosophie, Germanistik, Sprachwissenschaft und Theologie an den Universitäten Frankfurt/M., Münster, Mainz und seit dem Wintersemester 1958/59 in Bonn. Im Jahre 1962 schloss er sein Studium mit dem Staatsexamen für höhere Schulen in den Fächern Philosophie und Germanistik ab. Bis 1963 arbeitete er als wissenschaftliche Hilfskraft am Philosophischen Seminar der Universität Bonn und bis 1965 im Schuldienst. 1966 promovierte er in Bonn bei Gottfried Martin. 
Als Bibliotheksreferendar an der Niedersächsischen Landesbibliothek Hannover trat er 1966 in die Ausbildung für den höheren Bibliotheksdienst ein und legte 1968 am Bibliothekar-Lehrinstitut des Landes Nordrhein-Westfalen die Fachprüfung ab. Anschließend war Heinekamp bis 1991 an der Niedersächsischen Landesbibliothek in Hannover tätig und leitete das dortige Leibniz-Archiv. Außerdem hatte er einen Lehrauftrag für Philosophie an der Universität Hannover inne, 1984 wurde er dort Honorarprofessor.
Heinekamp machte sich durch zahlreiche Veröffentlichungen und Editionen vor allem über Gottfried Wilhelm Leibniz einen Namen.

## Schriften (Auswahl)
- Das Problem des Guten bei Leibniz (= Kant-Studien, Ergänzungshefte, Bd. 98). Bouvier, Bonn 1969 (Dissertation Universität Bonn).
- (Mithrsg.): Leibniz-Bibliographie. Drei Bände. Klostermann, Frankfurt/M. 1967–1996.
- (Red.): Magia naturalis und die Entstehung der modernen Naturwissenschaften (= Studia Leibnitiana, Sonderhefte, Bd. 7). Steiner, Wiesbaden 1978, ISBN 3-515-02778-5.
- (Red.): Leibniz à Paris 1672–1676. Zwei Bände (= Studia Leibnitiana, Supplementa, Bd. 17/18). Steiner, Wiesbaden 1978, ISBN 3-515-02838-2 und ISBN 3-515-02839-0.
- (Mithrsg.): Die intensionale Logik bei Leibniz und in der Gegenwart (= Studia Leibnitiana, Sonderhefte, Bd. 8). Steiner, Wiesbaden 1979, ISBN 3-515-03011-5.
- (Red.): Theoria cum praxi. Zum Verhältnis von Theorie und Praxis im 17. und 18. Jahrhundert. Vier Bände (= Studia Leibnitiana, Supplementa, Bd. 19–22). Steiner, Wiesbaden 1980–1982
- (Hrsg.): Leibniz als Geschichtsforscher (= Studia Leibnitiana, Sonderhefte, Bd. 10). Steiner, Wiesbaden 1982, ISBN 3-515-03647-4.
- (Hrsg.): Leibniz et la Renaissance (= Studia Leibnitiana, Supplementa, Bd. 23). Steiner, Wiesbaden 1983, ISBN 3-515-03751-9.
- (Hrsg.): Leibniz' Dynamica (= Studia Leibnitiana, Sonderhefte, Bd. 13). Steiner, Wiesbaden 1984, ISBN 3-515-03869-8.
- (Hrsg.): 300 Jahre "Nova Methodus" von G. W. Leibniz (1684–1984) (= Studia Leibnitiana, Sonderhefte, Bd. 14). Steiner, Wiesbaden 1986, ISBN 3-515-04470-1.
- (Hrsg.): Beiträge zur Wirkungs- und Rezeptionsgeschichte von Gottfried Wilhelm Leibniz (= Studia Leibnitiana, Supplementa, Bd. 26). Steiner, Wiesbaden 1986, ISBN 3-515-04350-0.
- (Hrsg.): Leibniz' Logik und Metaphysik (= Wege der Forschung, Bd. 328). Wissenschaftliche Buchgesellschaft, Darmstadt 1988, ISBN 3-534-08278-8.
- (Hrsg.): Leibniz: questions de logique (= Studia Leibnitiana, Sonderhefte, Bd. 15). Steiner, Wiesbaden 1988, ISBN 3-515-04604-6.
- Leibniz und die Mystik. In: Peter Koslowski (Hrsg.): Gnosis und Mystik in der Geschichte der Philosophie. Artemis, Zürich 1988, S. 183–206, ISBN 3-7608-0998-7.
- (Mithrsg.): Leibniz' Auseinandersetzung mit Vorgängern und Zeitgenossen (= Studia Leibnitiana, Supplementa, Bd. 27). Steiner, Wiesbaden 1990, ISBN 3-515-05419-7.
- Leibniz und das Glück. In: Lothar Berthold (Hrsg.): Zur Architektonik der Vernunft. Akademie-Verlag, Berlin 1990, S. 392–417, ISBN 3-05-000758-3.
- (Mithrsg.): Gottfried Wilhelm Leibniz. Das Wirken des großen Philosophen und Universalgelehrten als Mathematiker, Physiker, Techniker. Gottfried-Wilhelm-Leibniz Gesellschaft, Hannover 1990, ISBN 3-9800978-4-6.
- (Hrsg.): Mathesis rationis. Festschrift für Heinrich Schepers. Nodus-Pub., Münster 1990, ISBN 3-89323-229-X.
- (Mithrsg.): Leibniz: le meilleur des mondes (= Studia Leibnitiana, Sonderhefte, Bd. 21). Steiner, Wiesbaden 1992, ISBN 3-515-05764-1.
- (Mithrsg.): Leibniz und Europa. Schlütersche Verlagsanstalt, Hannover 1994, ISBN 3-87706-382-9.